# Xã Carsonville, Quận Becker, Minnesota
Xã Carsonville (tiếng Anh: Carsonville Township) là một xã thuộc quận Becker, tiểu bang Minnesota, Hoa Kỳ. Năm 2010, dân số của xã này là 220 người.